# نسبية تنازلية
النسبية التنازلية هي نهج لتخصيص المقاعد في الهيئة التشريعية أو هيئات صنع القرار الأخرى بين الدوائر الانتخابية. النسبية التنازلية تعني أنه في حين أن كل دائرة انتخابية لا تنتخب عددًا متساويًا من الأعضاء، يتم تخصيص عدد أكبر من المقاعد للدوائر الانتخابية الأصغر مما يتم تخصيصه بما يتناسب مع عدد سكانها.
يمثل هذا النهج بديل عن تخصيص ذات العدد من المقاعد لجميع الدوائر الانتخابية (كما في انتخاب مجلس الشيوخ في الولايات المتحدة) كذلك بديل عن تخصيص عدد من المقاعد يتناسب بشكل صارم مع عدد سكان الدوائر الانتخابية (كما في انتخاب مجلس النواب في الولايات المتحدة) ويشكل حلاً وسطاً بين هذين الخيارين.

## الاستخدامات

### ألمانيا
لكل ولاية ألمانية ثلاثة إلى ستة مقاعد في البوندسرات اعتمادًا على عدد سكانها. وهذا يعني أن بريمن، الولاية الأقل في عدد السكان (حوالي 663,000 نسمة)، تمتلك ثلاثة مقاعد، في حين أن ولاية شمال الراين وستفاليا، الولاية ذات أكثر عدد السكان (التي يبلغ عدد سكانها 18,058,000 نسمة)، تمتلك ستة مقاعد فقط.

### البرلمان الأوروبي
بموجب معاهدة لشبونة، يستخدم البرلمان الأوروبي نظام النسبية التنازلية لتخصيص مقاعده بين الدول الأعضاء في الاتحاد الأوروبي. تحدد مفاوضات المعاهدة، وليس صيغة محددة، التقسيم بين الدول الأعضاء.

## المزايا
- قد يكون هناك قلق من أن واحدًا أو أكثر من أكبر الدوائر الانتخابية سوف يهيمن على الهيئة التشريعية. يقل هذا القلق إذا تم تخفيض أصوات هذه الدوائر الانتخابية.
- قد يكون لأصغر الدوائر الانتخابية، خاصة تلك الموجودة على الأطراف، مصالح مختلفة بشكل كبير عن العديد من الدوائر الانتخابية الأخرى. يمكن تجاهل هذه المصالح إذا كان لديهم عدد ضئيل من الممثلين. يتم تقليل هذا القلق إذا تم زيادة تمثيلهم.
- بشكل أكثر براغماتية، قد تكون الدوائر الانتخابية الصغيرة في وضع يمكنها من إحداث مشاكل غير متناسبة للمنطقة بأكملها، على سبيل المثال من خلال التهديد بالانفصال. يتم تقليل هذا القلق إذا كان ينظر إليهم على أنهم ممثلون بشكل جيد في الهيئة التشريعية.

## السلبيات
- تنطبق العديد من المزايا المذكورة أعلاه أيضًا على بعض المناطق الأصغر التي لا يتم التعرف عليها كتقسيمات فرعية منفصلة للأغراض الانتخابية. (ربما يكون ذلك بسبب حادثة تاريخية أو نتيجة للتلاعب في حدود الدوائر الانتخابية.) ليس من العدل إذا لم يتم منحهم نفس المعاملة مثل المناطق المعترف بها انتخابيًا كأقسام فرعية منفصلة.